# Diadasina separata
Diadasina separata är en biart som först beskrevs av Holmberg 1903.  Diadasina separata ingår i släktet Diadasina och familjen långtungebin. Inga underarter finns listade i Catalogue of Life.